# The Brighter Day

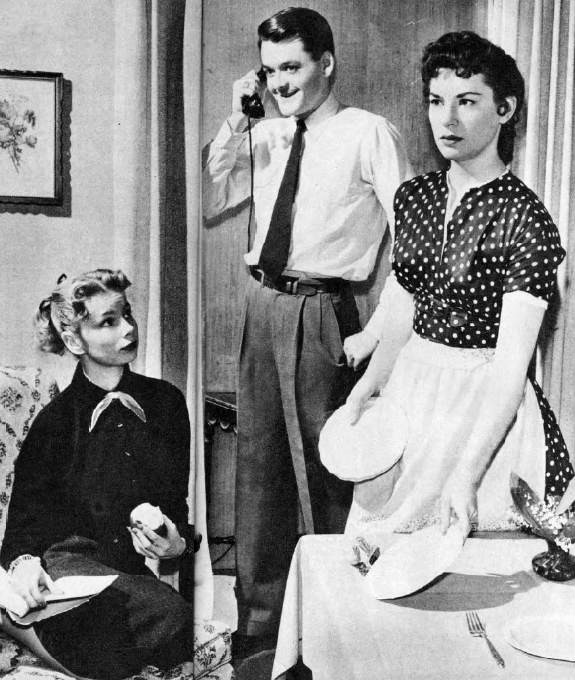
Mary Linn Beller (Babby), Hal Holbrook (Grayling) en Lois Nettleton (Patsy) in een aflevering van The Brighter Day uit 1954

The Brighter Day was een Amerikaanse soapserie die op zender CBS liep van 4 januari 1954 tot 28 september 1962. De serie liep ook op de NBC radio van 1948 tot 1956. Beide versies werden gecreëerd door Irna Philips.
Het was de eerste en enige soap die een uitgesproken religieus thema had. De serie draaide rond dominee Richard Dennis en zijn vier kinderen: Althea, Patsy, Babby en Grayling. In het begin had The Guiding Light ook een religieus thema toen het nog op de radio kwam, maar vanaf de televisieserie begon werd dat achterwege gelaten. Ook deze serie werd door Irna Philips gecreëerd.
De serie is nooit echt een kijkcijfertopper geweest in de jaren 50 en in de jaren 60 stond de show meestal als laagste soap genoteerd in de Nielsen ratings. Om geld te besparen veranderde de serie van opnamelocatie in 1961, van New York naar Los Angeles. Dit deed de show meer kwaad dan goed. Verschillende hoofdpersonages wilden niet meeverhuizen en verlieten de serie. In 1962 werd de serie van de late namiddag naar de late morgen verhuisd wat de kijkcijfers nog meer in een dip deed belanden. 
Toch schreef de serie geschiedenis in 1962 door als eerste soapserie een vaste rol aan te bieden aan een Afro-Amerikaan. De acteur kon echter niet zijn stempel op de show drukken want één maand later stopte de serie.